# Blitzen-Benz
Der „Blitzen-Benz“ ist ein von Benz & Cie. im Jahr 1909 erbauter Rennwagen. Er durchbrach mit seinem 200 PS (147 kW) starken Motor und 21,5 Liter Hubraum erstmals die 200-km/h-Marke. Damit war er schneller als jedes damalige Flugzeug und die Eisenbahn und setzte 1911 mit 228,1 km/h einen Rekord für Landfahrzeuge, der 8 Jahre – bis 1919 – nicht übertroffen wurde.

## Benz 200 PS oder „Blitzen-Benz“ – Rekordjäger mit 21,5 Liter Hubraum

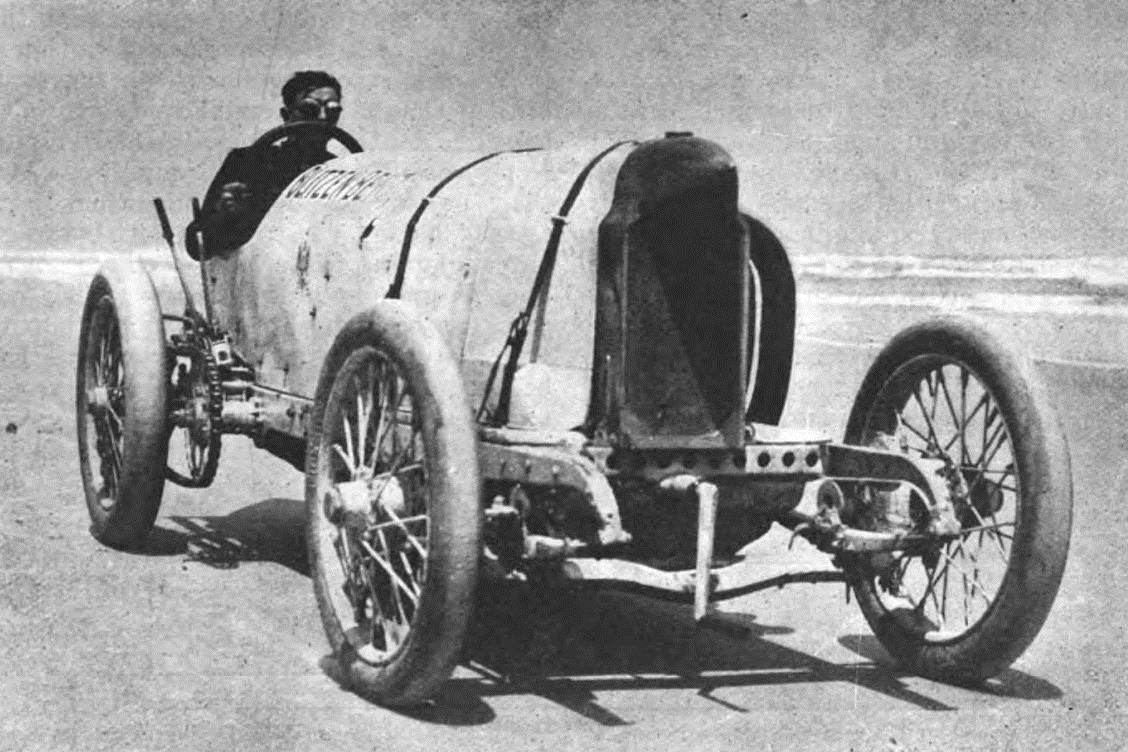
Blitzen-Benz mit Bob Burman

### Der erste Benz 200 PS

#### Entstehung des Wagens
Zu Beginn des Jahres 1909 gab der Vorstand den Auftrag, ein Automobil zu konstruieren, das mühelos die damals magische Marke von 200 km/h überschreiten sollte. Basis war der Motor des Grand-Prix-Fahrzeugs mit 150 PS (110 kW). Zur Leistungssteigerung wurde die Bohrung auf 185 mm vergrößert, was zu einem Hubraum von 21,5 Liter führte. In der ersten Ausführung leistete der RE genannte Motor 184 PS (135 kW) bei einer Drehzahl von 1500/min, was durch Feinarbeit schließlich auf 200 PS (147 kW) bei 1600/min gesteigert wurde. Das Gewicht des Motors betrug 407 kg.
Der Motor mit der Nummer 5100 kam zunächst im Chassis und unter der Karosserie des Benz Grand-Prix-Wagens zum Einsatz. Der Wagen erhielt  – der üblichen Namenslogik folgend – die Bezeichnung Benz 200 PS. Fritz Erle, Konstrukteur bei Benz und später Leiter der Versuchs- und der Rennabteilung, nahm am 19. September 1909 mit diesem Wagen am 11. Semmeringrennen teil.
Der Werksfahrer Victor Hémery nutzte den Wagen zum ersten Mal am 17. Oktober bei einem Wettbewerb in Brüssel (Belgien) und gewann den Sprint auf einen Kilometer mit stehendem Start, handgestoppt, in 31,2 Sekunden. Auch hier wurde wieder die Grand-Prix-Karosserie verwendet.

#### Rekorde
Am 8. November 1909 präsentierte Victor Héméry den Wagen in England auf der gerade erst eröffneten Rennstrecke von Brooklands mit einer strömungsgünstigen Karosserie. Diese Stromlinienkarosserie gab dem Benz sein neues Aussehen: Erle und Héméry bauten sie so eng wie möglich, um dem Fahrtwind nur eine geringe Angriffsfläche zu bieten. Der hohe, schmale Kühlerkern befand sich in einer Messing-Maske, deren oberen Abschluss ein spitz nach vorn gezogener Wasserkasten bildete. Am Heck lief die Karosserie spitz aus. Fahrer und Beifahrer – der die Benzin-Handpumpe betätigte – saßen ganz nah beieinander. Victor Héméry stellte damit einen neuen Landgeschwindigkeitsrekord auf: Mit fliegendem Start erreichte er über einen Kilometer eine Durchschnittsgeschwindigkeit von 202,7 km/h, über die halbe Meile lag er bei 205,7 km/h. Er erzielte noch weitere Bestwerte, so den Kilometer mit stehendem Start in 31,326 Sekunden und die Meile mit 41,268 Sekunden.
Bereits die ersten Rekordfahrten des modifizierten Benz 200 PS zeigten, dass das Auto bis dahin bekannte Grenzen verschieben würde. Eine davon: Sämtliche europäischen Rennstrecken waren für die mit dem Wagen angepeilten Geschwindigkeiten nicht geeignet. Man musste in die USA ausweichen.
So wurde dieser Wagen im Januar 1910 nach Amerika verschifft. Geplant war, dass George Robertson mit dem Auto gegen Ralph DePalma antreten sollte, der auf vielen amerikanischen Rennstrecken Rekorde hielt.
Der Veranstaltungsmanager Ernie Moross erfuhr von der Ankunft des Fahrzeugs beim Benz-Importeur Jesse Froehlich in New York und handelte mit ihm ein Tauschgeschäft aus: Er gab seinen Grand-Prix-Benz 150 PS in Zahlung, legte noch 6000 Dollar drauf und wurde Besitzer des Blitzen-Benz. Dem Geschäftsmann fiel auch gleich ein werbewirksamer Name ein: Weil das Auto schnell wie der Blitz (englisch Lightning) zu sein schien, nannte er ihn „Lightning Benz“. Dieser Name wurde auch auflackiert.
Sein Fahrer Barney Oldfield trat ohne spezielle Vorbereitung am 16. März 1910 am Strand von Daytona (Florida) zum Rekordversuch an und erreichte eine neue Spitzenmarke von 211,97 km/h. Doch die AIACR (Association Internationale des Automobile Clubs Reconnus), das höchste Aufsichtsgremium des Automobilsports und Vorläuferorganisation der heutigen Fédération Internationale de l’Automobile (FIA) erkannte den Rekord nicht an, weil der Benz nicht – wie in den Wettbewerbsbestimmungen festgelegt – die Distanz auch in Gegenrichtung durchfuhr und das Mittel aus beiden Läufen festgestellt werden konnte. Im Gegensatz dazu erkannte wohl aber die American Automobile Association den Rekord offiziell an und der am 25. Juli 1910 veröffentlichte Brief von Baron R. de Vrière (Präsident der Sportkommission) bestätigt seinen Bestand.
Danach organisierte Moross in einer Art Wanderzirkus zahlreiche Showveranstaltungen mit dem „Lightning Benz“. Doch der Name war ihm schon bald nicht mehr markant genug, und er ändert ihn um in „Blitzen-Benz“. Zusätzlich wurde auf beide Seiten der Motorhaube ein kleiner Reichsadler lackiert.

#### Landstreckenrekord: 228,1 km/h
Ende des Jahres 1910 schloss die American Automobile Association (AAA) Barney Oldfield von sämtlichen Rennaktivitäten aus. Bei seinen letzten Fahrten hatte er den Blitzen-Benz so arg ramponiert, dass Moross ihn wieder instand setzen lassen musste. Für die nächste Saison verpflichtete er den früheren Buick-Werksfahrer Bob Burman. Burman trat am 23. April 1911 in Daytona Beach an; der breite und lange Strand eignete sich wunderbar für schnelle Fahrten. Er nutzte das Potential des Fahrzeugs und erzielte auf der fliegenden Meile eine Durchschnittsgeschwindigkeit von 225,65 km/h, auf dem fliegenden Kilometer von 228,1 km/h – ein neuer Landgeschwindigkeitsrekord, der bis 1919 ungeschlagen blieb. Damit war der Benz doppelt so schnell wie ein Flugzeug der damaligen Zeit. Auch der Schienenfahrzeug-Rekord (1903: 210 km/h) wurde übertroffen.
Für den Rest der Saison wurden dem Blitzen-Benz ein riesiger Reichsadler und breite Zierlinien aufgemalt. Zudem hatte man einen Tachometer montiert, dessen Übertragungswelle außen am Fahrzeug vorbei zum rechten Vorderrad führte.

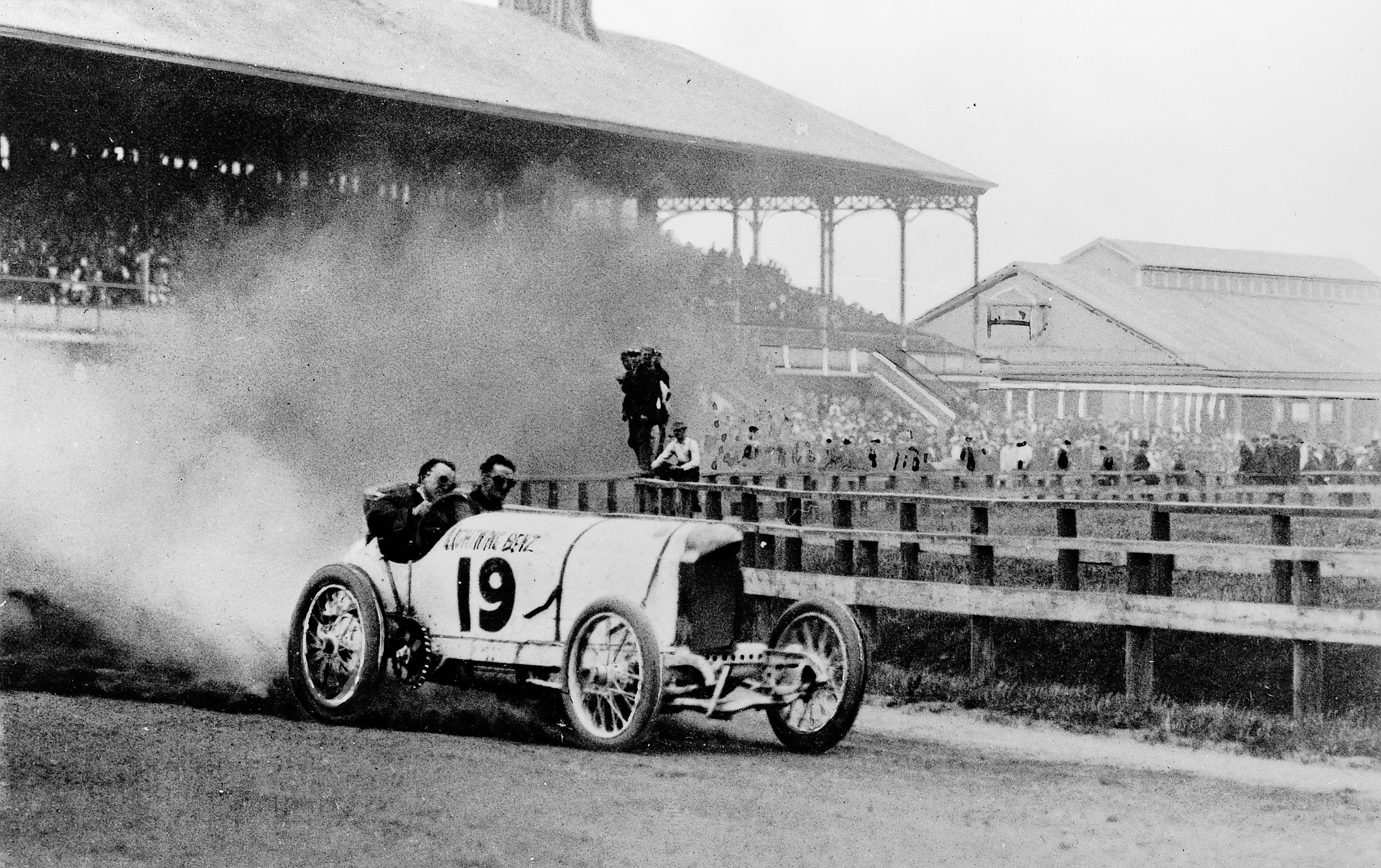
Blitzen-Benz im Rennen

Der Blitzen-Benz tourte durch die USA und war die Attraktion auf vier Rädern. Doch eine Änderung des Reglements im Jahr 1913 beendete das Engagement: Die Hubraumgröße wurde auf 7,4 Liter begrenzt. Der Blitzen-Benz I ging in den Besitz von Stoughton Fletcher über, der ihn von Burman im Verlauf des Jahres 1914 umbauen ließ. Im Oktober 1915 verkaufte Fletcher den Wagen an Harry Harkness.
Am 2. November 1915 tauchte das Fahrzeug wieder in der Öffentlichkeit auf: Als „Burman Special“ stand er am Start in der Sheepshead Bay/New York, um gegen Ralph DePalma auf Sunbeam zu einem Vergleichsrennen anzutreten. Der Wagen war verändert worden. Unter anderem hatte er andere Drahtspeichenräder mit einer engeren Speichenfolge, Scherendämpfer statt Federband-Stoßdämpfern, versetzte Sitze, eine Auswölbung des Cockpits als Windabweiser und ein wesentlich längeres und runderes Heck, das nach hinten unten geneigt war.
1916 verunglückte Burman tödlich in einem Peugeot. Danach kam der Blitzen-Benz wieder nach Europa zurück, möglicherweise über Mannheim nach England. Hier tauchte er Ostern 1922 in Brooklands auf, war weiß lackiert, hatte eine geänderte Motorabdeckung und einen neuen Kühler. Fahrer war Graf Louis Zborowski. Erfolge erzielte er mit dem Blitzen-Benz nicht. 1923 zerlegte er das Auto, um Antriebsteile für ein neues Projekt zu verwenden, den Higham Special.

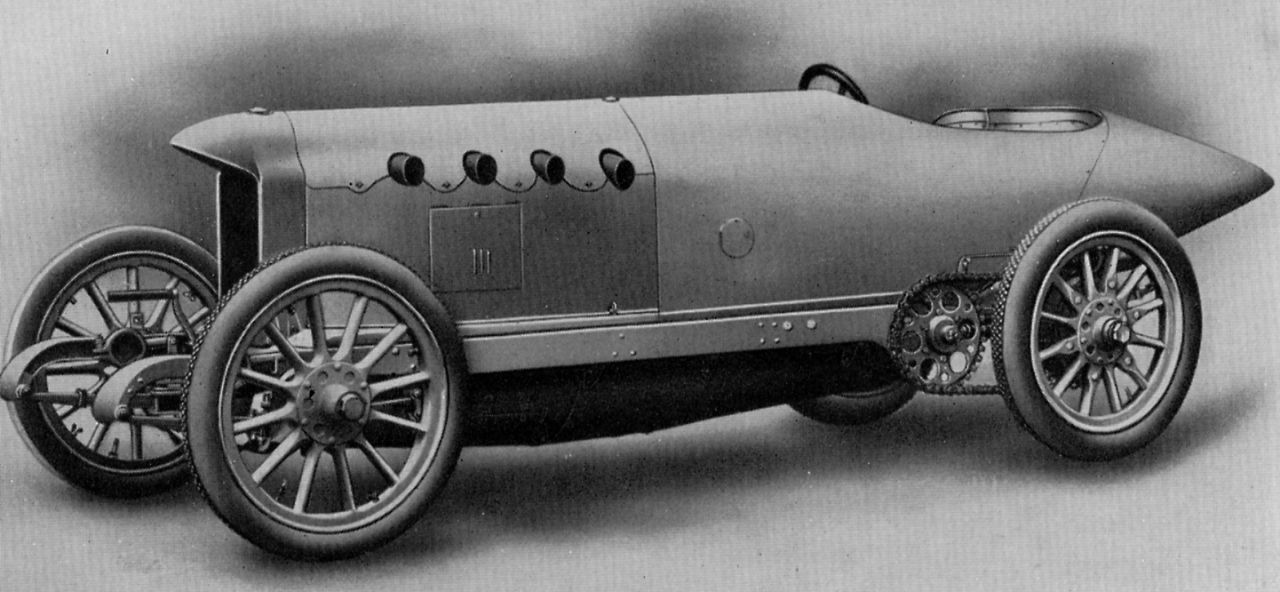
Benz 200 PS Wagen 2

### Der zweite Benz 200 PS
Kurz nach der Verschiffung des ersten Rekordwagens nach Amerika im Januar 1910 wurde im Werk in Mannheim ein weiterer 21,5-Liter-Motor (Nr. 6257) in ein Chassis eingebaut, das mit einem Grand-Prix-Aufbau versehen wurde. Markant war der dreieckige Aufsatztank am Heck. Mit diesem Wagen ging Fritz Erle am 2. Oktober 1910 beim Sprintrennen von Gaillon (Frankreich) an den Start, siegte mit einer Durchschnittsgeschwindigkeit von 156,5 km/h überlegen in der Rennwagenklasse ohne Begrenzung und setzte gleichzeitig einen neuen Rekord. Gleich nach der Rückkehr ließ Erle Verbesserungen am Auto anbringen: Beispielsweise wurde die Karosserie am Cockpit höher gezogen, um den Fahrer besser zu schützen, es wurden Speichenräder mit Zentralverschluss montiert, die Rahmenausläufer verkleidet und die beiden Sitze parallel angeordnet. Mit dieser modifizierten Ausführung gewann Franz Heim am 21. Mai 1911 das Ries-Bergrennen in Österreich.
Für das Auto existierte eine zweite aerodynamisch günstigere Karosserie im Stil des ersten Blitzen-Benz, sie konnte wahlweise auf das Chassis montiert werden. In dieser Ausführung war der Benz 1911 sowohl beim Autosalon in Paris als auch in Genf zu sehen.
Auch dieser zweite Benz 200 PS gelangte mit einer Stromlinienkarosserie nach Amerika. In Laurel, Maryland, erfolgte am 28. und 29. Juni 1911 der erste Einsatz. Fahrer war Bob Burman. Dieser steuerte den Wagen auch am 7. September 1912 bei einem Rennen auf dem Brooklyn Brighton Beach und verbesserte dort den Streckenrekord des Blitzen-Benz I.

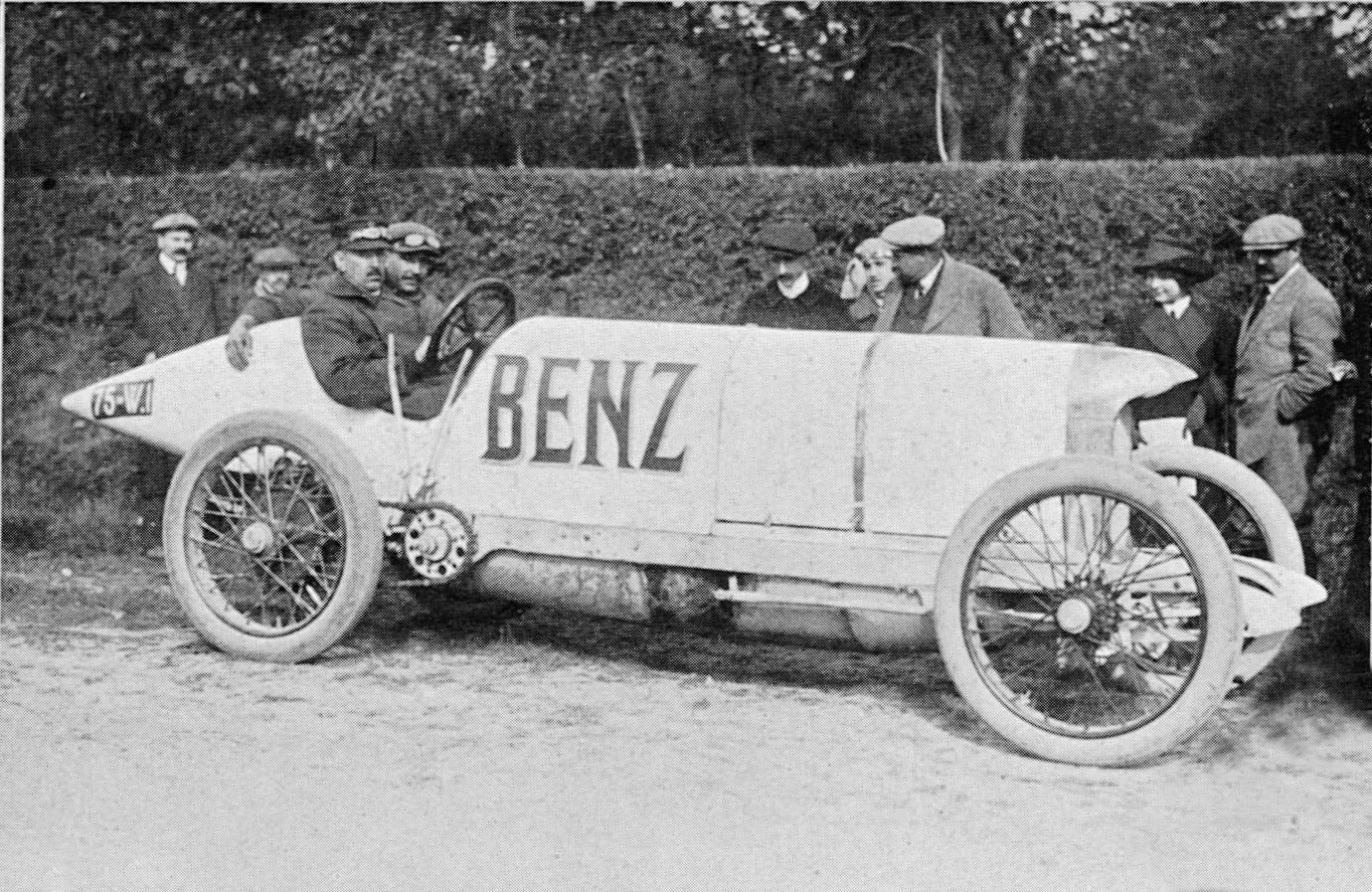
Benz 200 PS Wagen 3

### Der dritte Benz 200 PS
Der dritte Benz 200 PS wurde 1912 fertiggestellt. Mit ihm ging wieder Fritz Erle am 6. Oktober beim Bergrennen in Gaillon/Frankreich an den Start und verbesserte seinen Rekord: Die Durchschnittsgeschwindigkeit betrug 163,63 km/h. Anderes als 1910 verwendete Fritz Erle hier eine Stromlinienkarosserie. Auch das Bergrennen in Limonest bei Lyon/Frankreich am 25. Mai 1913 gewann er in Rekordzeit. Danach erhielt der Motor (Nr. 9141) im Mannheimer Werk statt der Tauchschmierung eine Umlaufschmierung.
L. G. „Cupid“ Hornsted, der Benz-Repräsentant in England, wollte sich nach Erfolgen auf einem älteren Benz-Rennwagen dort nach einem stärkeren Fahrzeug erkundigen. Die Geschäftsleitung stimmte dem Verkauf des 200-PS-Wagens an ihn zu. Hornsted ließ Änderungen an dem Fahrzeug vornehmen. Unter anderem erhielt das Auto eine andere Kühlermaske sowie zahlreiche technische Modifikationen und Mitte 1914 einen aufgesetzten Windabweiser. Im November 1913 erschien der blau lackierte Wagen erstmals auf der Rennstrecke von Brooklands. Im Dezember übertraf Hornsted den Rekord von Héméry und setzte mit 118,4 km/h einen neuen Bestwert über den stehenden Kilometer. Am 14. Januar 1914 stellte er sieben neue Rekorde auf. Das höchste Mittel aus Hin- und Rückfahrt erzielte er dabei über eine halbe Meile mit fliegendem Start. Hierbei erreichte der Wagen 199,3 km/h. Noch eine Woche zuvor musste er sein ganzes fahrerisches Können unter Beweis stellen, als ihm bei etwa 190 km/h ein Reifen platzte. Erst nach einigen Drehern bekam er den Benz 200 PS wieder unter Kontrolle.
Danach gelangte der Wagen zurück ins Werk nach Mannheim und verbrachte den Ersten Weltkrieg in der Versuchsabteilung. Nach Kriegsende machten sich die Mechaniker daran, aus dem vorhandenen Material gebrauchsfähige 200-PS-Wagen zusammenzusetzen. Zwei Fahrzeuge wurden vollendet: Das eine basierte auf dem Chassis des Hornsted-Wagens und hatte einen Aufbau, der dem Blitzen-Benz nachempfunden war. Die Speichenräder waren vollständig abgedeckt, das Auto hatte ein Spitzheck und die Sitze waren versetzt angeordnet. Der 1. Einsatz dieses Wagens erfolgte bei der Eröffnung der AVUS 1921. 1922 wurde das Fahrzeug nach Brooklands gebracht, wo es als Werkswagen von Horace V. Barlow gefahren wurde und im August 1922 auf Anhieb das erste Rennen gewann. An einem anderen Lauf während derselben Veranstaltung war auch Graf Zborowski auf dem Blitzen-Benz I dabei. Beim „100 MPH“-Kurzstrecken-Handicap-Rennen am 30. September 1922 kam Captain John Duff am Steuer des Wagens Nr. 3 in seiner schnellsten Runde auf 184,21 km/h. Er bekam Probleme mit den Bremsen – der Wagen geriet über den oberen Rand der Steilkurve hinaus und stürzte ab, dabei wurde das Auto fast vollständig zerstört. Das Wrack gelangte zurück nach Mannheim.

### Der vierte Benz 200 PS

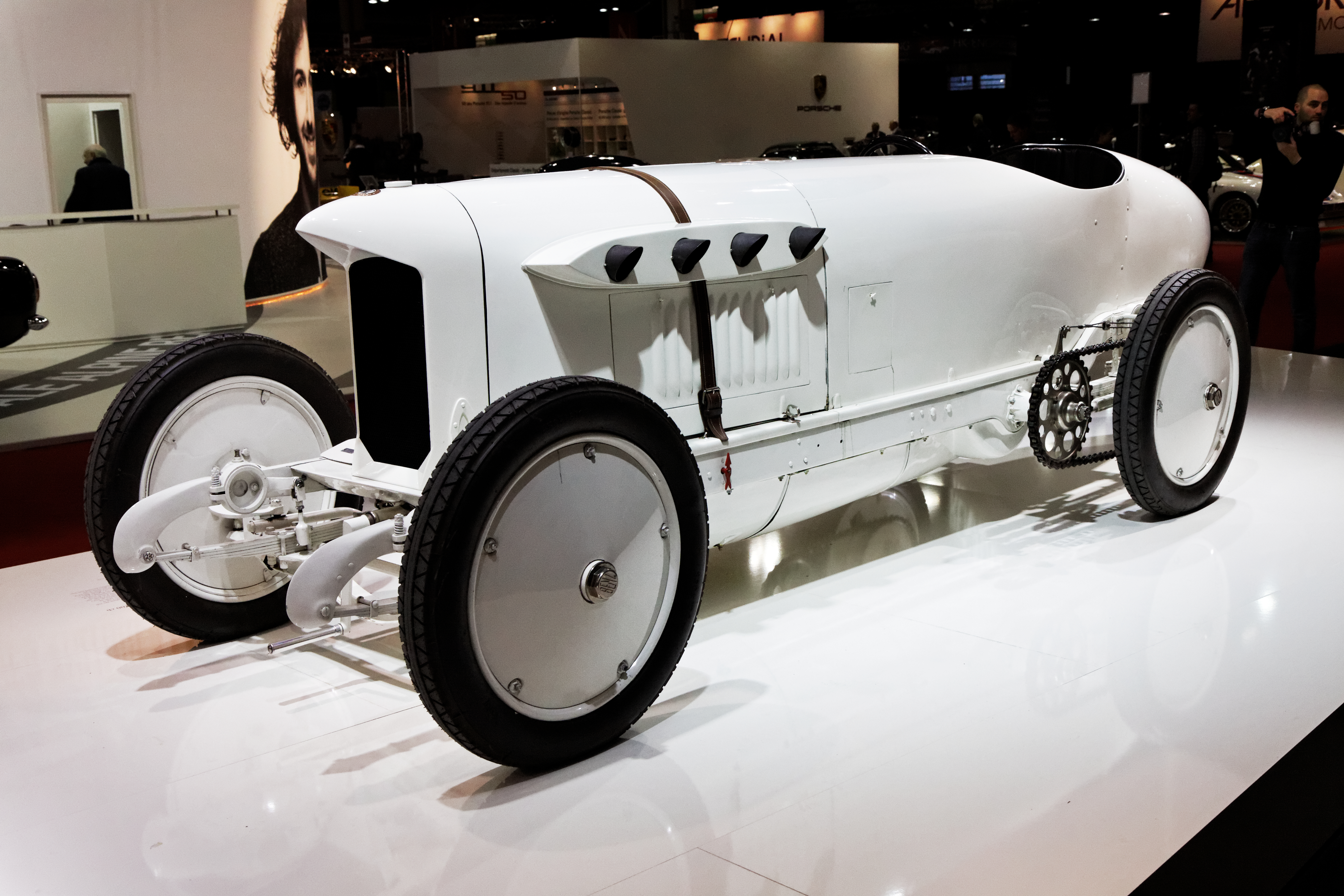
Benz 200 PS vom Mercedes-Benz-Museum, auf Wagen 4 basierend

Der vierte Benz 200 PS (Motornummer 9143) entstand um 1912. Er hatte einen breiten Kühler, Holzspeichenräder und eine Grand-Prix-Karosserie. Bis zum Ausbruch des Ersten Weltkriegs nahm er an mehreren Rennen teil, unter anderem mit Franz Hörner am Lenkrad, einem von Héméry und Erle geförderten Nachwuchsfahrer. Nach dem Krieg behielt man die Holzspeichenräder bei. Dieses altertümliche Aussehen führte dazu, diesem Wagen den Beinamen „Großmutter“ zu geben. Durch die gesamten 1920er-Jahre hindurch wurde er erfolgreich eingesetzt. So am 24. September 1922 als Franz Hörner das Semmeringrennen gewann. Dann begann eine zweite Karriere als Werbeträger für die Marke Benz. Dazu erhielt das Auto eine spezielle Auspuffanlage: Mittels einer Klappe konnte das Abgas entweder mit ohrenbetäubendem Lärm durch Rohrstummel direkt nach außen geführt werden oder aber durch das geräuschmindernde reguläre Auspuffsystem.
1935 wurde Wagen 4 umgebaut. Einige Teile, beispielsweise die Nabenverschlüsse und vermutlich der Kühler und das Karosseriemittelteil kamen vom verunfallten Wagen 3. Die Holzspeichenräder wurden, wie schon bei Wagen 3 im Jahr 1921, mit Aluminiumabdeckungen versehen. Damals neu angefertigt wurden die Motorabdeckung, das Heckteil sowie die Abdeckung der Auspuffstummel. Das Fahrzeug befindet sich im Besitz des Mercedes-Benz-Museums.

### Der fünfte Benz 200 PS
Der Benz-Vertreter Treumann, Madrid, verkaufte das Auto Nr. 5 (Motornummer 9145) an einen Herrn J. Ratis in Barcelona. Geliefert wurde es am 20. Februar 1913. Die weitere Geschichte ist unbekannt.

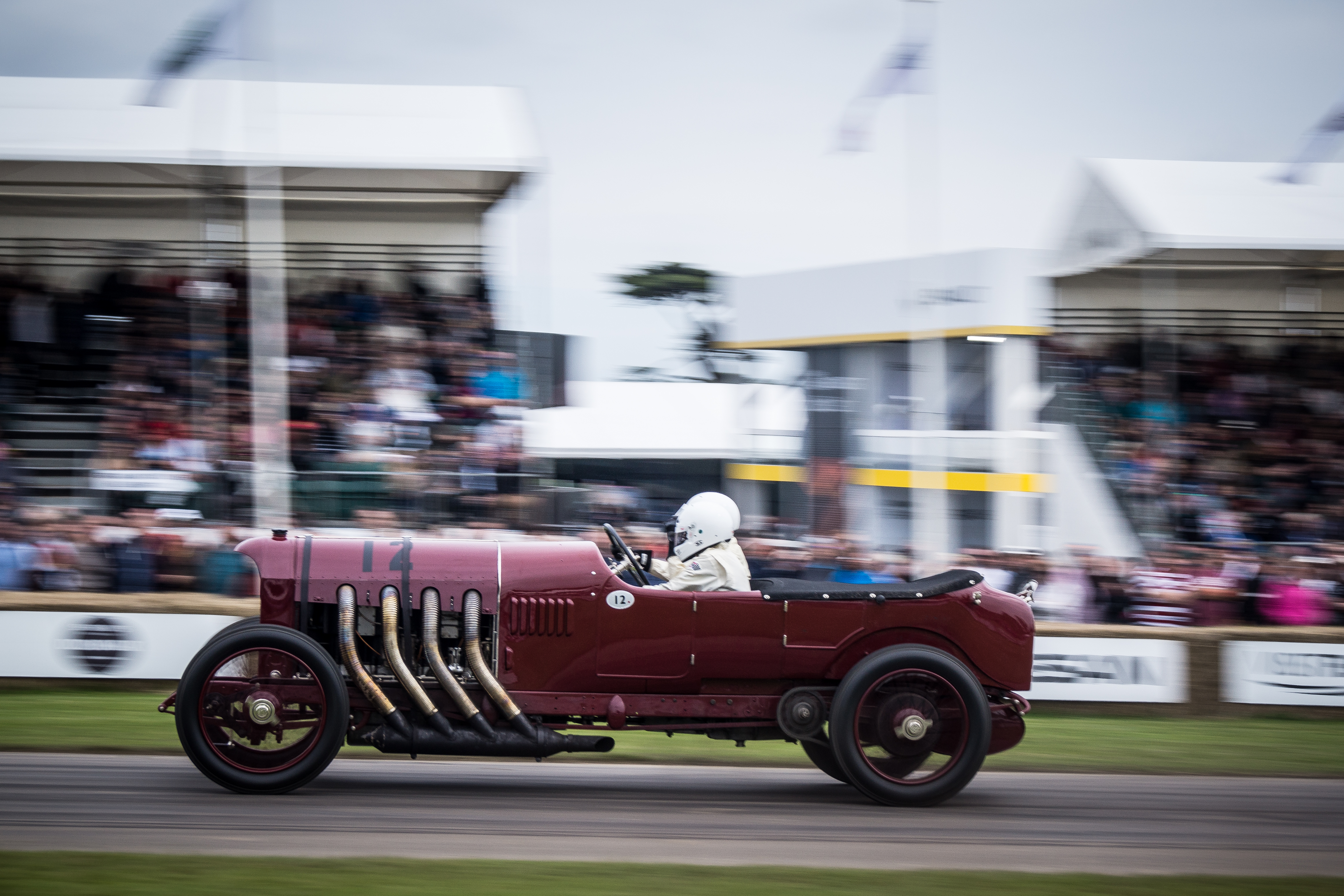
Benz 200 PS Wagen 6

### Der sechste Benz 200 PS
Den Benz 200 PS Nr. 6 verkaufte die Benz-Vertretung in Antwerpen an einen Herrn M. Heje in Gent, der das Fahrzeug am 24. Dezember 1913 bekam. Als einziger Benz 200 PS (Motornummer 13280) hatte das Auto ein verlängertes Chassis (Radstand 3454 Millimeter statt 2800 Millimeter) und eine viersitzige Touring-Karosserie (Aufbauhersteller: D.&E. Snutsel Père&Fils, Brüssel). Auch dieser Benz trat häufig in Brooklands zu Rekordfahrten an. Das Fahrzeug verblieb lange Zeit in England, bevor es um das Jahr 2002 von einem amerikanischen Sammler erworben wurde.
Im Jahr 2004 entschloss sich ein amerikanischer Sammler, ein weiteres Fahrzeug bauen zu lassen. Als Vorbild für das Privatprojekt stellte ihm das Mercedes-Benz-Museum für ein Jahr den eigenen Blitzen-Benz zur Verfügung. Damit der Nachbau so originalgetreu wie möglich wurde, erhielt er die im Mercedes-Magazin vorhandenen Teile des Hornsted-Wagens, darunter der Motor Nr. 9141 und einige Nebenaggregate. Teile einer originalen Karosserie existierten noch in den USA.
Dieser Wagen wurde vom Technik Museum Sinsheim erworben.
In den 1990er-Jahren verkaufte Mercedes die Namensrechte an den japanischen Hersteller Subaru, der seither mehrere sportliche Sondermodelle seines Legacy produzierte. Der Name ist in Japan ein Mythos, die Legacy-Blitzen-Modelle genießen deswegen Kultstatus.

## Technische Daten des Benz 200 PS

### Allgemeine Daten

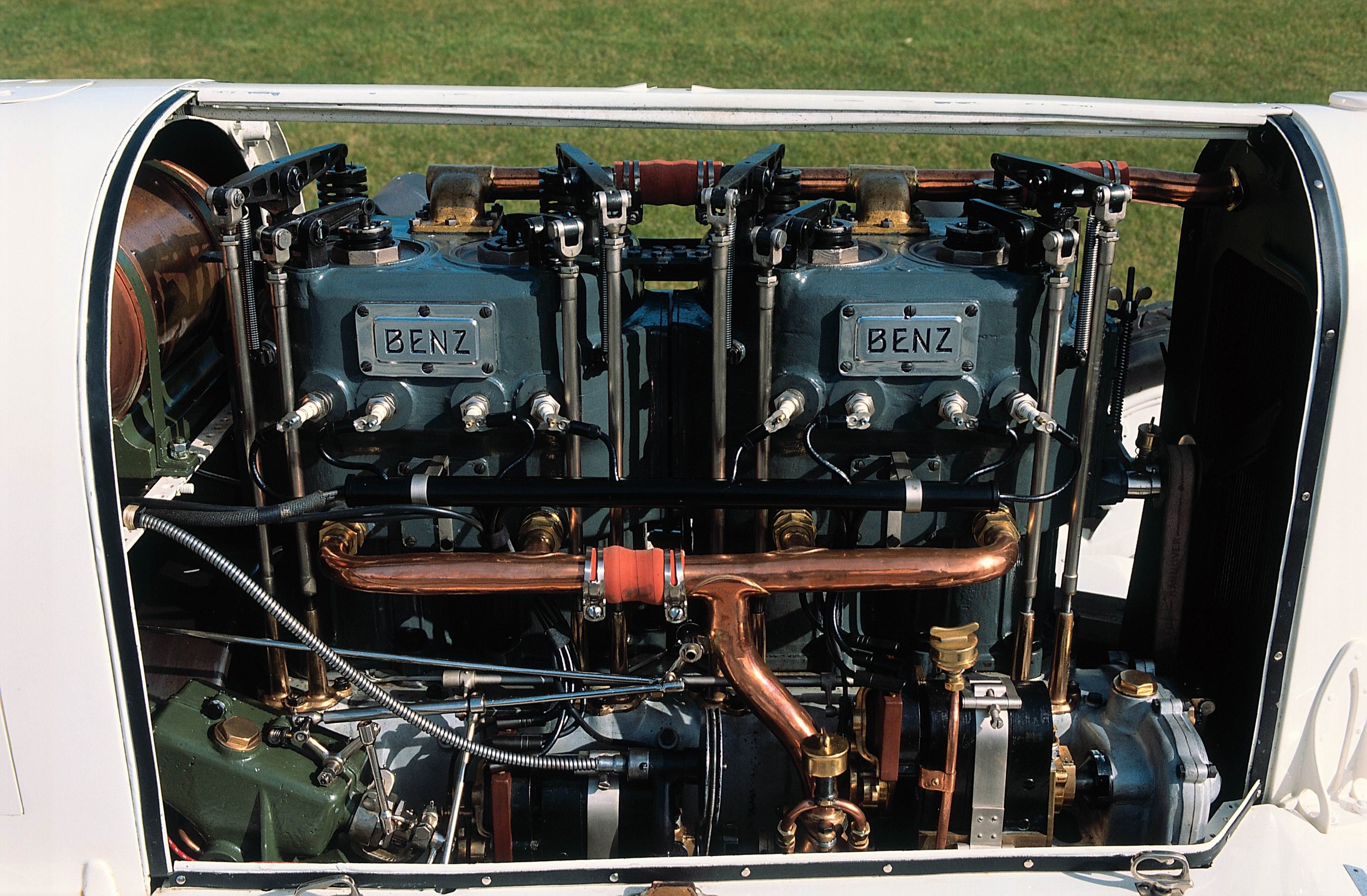
Benz-200-PS-Motor

| Radstand              | 2800 mm (Fahrzeug Nr. 6: 3454 mm) |
| Spur vorne/hinten     | 1330/1320 mm                      |
| Maße L × B × H        | 4820 × 1600 × 1280 mm             |
| Wagengewicht          | 1450 kg                           |
| Gewicht des Motors    | 407 kg                            |
| Höchstgeschwindigkeit | 228,1 km/h                        |

### Motor
| Benz                   | Rennwagenmotor                                                                              |
| Arbeitsverfahren       | Viertakt-Otto                                                                               |
| Zylinder               | 4 / Reihe                                                                                   |
| Hubraum                | 21.504 cm³                                                                                  |
| Bohrung × Hub          | 185 × 200 mm                                                                                |
| Leistung               | 200 PS bei 1600/min                                                                         |
| Drehmoment             | über 875 Nm                                                                                 |
| Verdichtungsverhältnis | 1:5,8                                                                                       |
| Höchstdrehzahl         | 1650/min                                                                                    |
| Ventile                | hängend, 2 je Zylinder, seitliche Nockenwelle, Antrieb über Zahnräder                       |
| Gemischaufbereitung    | 1 Horizontalrundschiebervergaser                                                            |
| Kraftstoffförderung    | Drucklufthandpumpe, vom Beifahrer betätigt                                                  |
| Schmierung             | Zunächst Tauchschmierung, später Druckumlaufschmierung über Zahnradpumpe und Frischölzugabe |
| Anlasser               | Andrehkurbel, Anlasssummerzündung                                                           |
| Zündung                | Hochspannungsmagnetzündung, 2 Bosch D4 Magnetzünder                                         |
| Zündverstellung        | von Hand über Hebel am Lenkrad                                                              |
| Kraftstofftank         | 73 l                                                                                        |

### Kraftübertragung
| Antrieb   | über Zwischenwelle und Kettenantrieb auf die Hinterräder |
| Kupplung  | Konuskupplung                                            |
| Getriebe  | 4-Gang-Schaltgetriebe                                    |
| Schaltung | Kulissenschaltung, außen rechts                          |

### Fahrwerk
| Rahmentyp | Profilrahmen |
| Achsen    | vorne/hinten Starrachsen mit Halbelliptikfedern                                                                                           |
| Bremsen   | vorne keine; hinten Innenbackenbremsen auf die Hinterräder und Außenbandbremsen auf die Zwischenwelle; Handbremse auf Hinterräder wirkend |
| Lenkung   | Schraubenspindellenkung |
| Räder     | Drahtspeichenräder oder Holzspeichenräder                                                                                                 |
| Reifen    | 820 × 120 Ballon Continental |